# Area metropolitana di Topeka

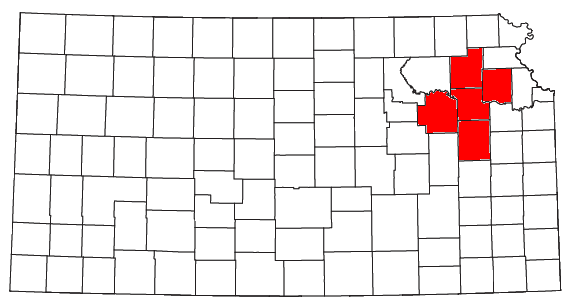
La mappa del Kansas, in rosso l'area metropolitana di Topeka

L'area metropolitana di Topeka, come viene definito dallo United States Census Bureau, è un'area che comprende cinque contee del nord-est del Kansas, con "capoluogo" la città di Topeka. Al censimento del 2010, l'area metropolitana possedeva una popolazione di 233 870 abitanti (anche se una stima del 1º luglio 2012 riporta 234 566 abitanti).

## Contee
- Jackson
- Jefferson
- Osage
- Shawnee
- Wabaunsee

## Comunità

### Luoghi con più di100 000abitanti
- Topeka (città principale)

### Luoghi tra1 000e5 000abitanti
- Auburn
- Carbondale
- Holton
- Lyndon
- Osage City
- Oskaloosa
- Overbrook
- Rossville
- Silver Lake
- Valley Falls

### Luoghi tra 500 e1 000abitanti
- Alma
- Burlingame
- Eskridge
- Hoyt
- Maple Hill
- McLouth
- Meriden
- Nortonville
- Ozawkie
- Perry
- Scranton
- Winchester

### Luoghi con meno di 500 abitanti
- Alta Vista
- Circleville
- Delia
- Denison
- Harveyville
- Mayetta
- McFarland
- Melvern
- Olivet
- Paxico
- Quenemo
- Soldier
- Whiting
- Willard

### Comunità non incorporate
- Berryton
- Dover
- Mooney Creek
- Pauline
- Tecumseh
- Thompsonville
- Wabaunsee

## Società

### Evoluzione demografica
Secondo il censimento del 2000, c'erano 224 551 persone.

### Etnie e minoranze straniere
Secondo il censimento del 2000, la composizione etnica dell'area metropolitana era formata dall'85,95% di bianchi, il 6,95% di afroamericani, l'1,41% di nativi americani, lo 0,76% di asiatici, lo 0,04% di oceanici, il 2,53% di altre razze, e il 2,40% di due o più etnie. Ispanici o latinos di qualunque razza erano il 5,85% della popolazione.